# گیلرمو رودان
گیلرمو رودان (انگلیسی: Guillermo Roldán؛ زادهٔ ۲۳ ژوئن ۱۹۸۱) بازیکن فوتبال اهل اسپانیا است.
از باشگاه‌هایی که در آن بازی کرده‌است می‌توان به باشگاه فوتبال کوردوبا، باشگاه فوتبال ایبار، و باشگاه فوتبال آلباسته بالومپیه اشاره کرد.